# تنش تشعشعی

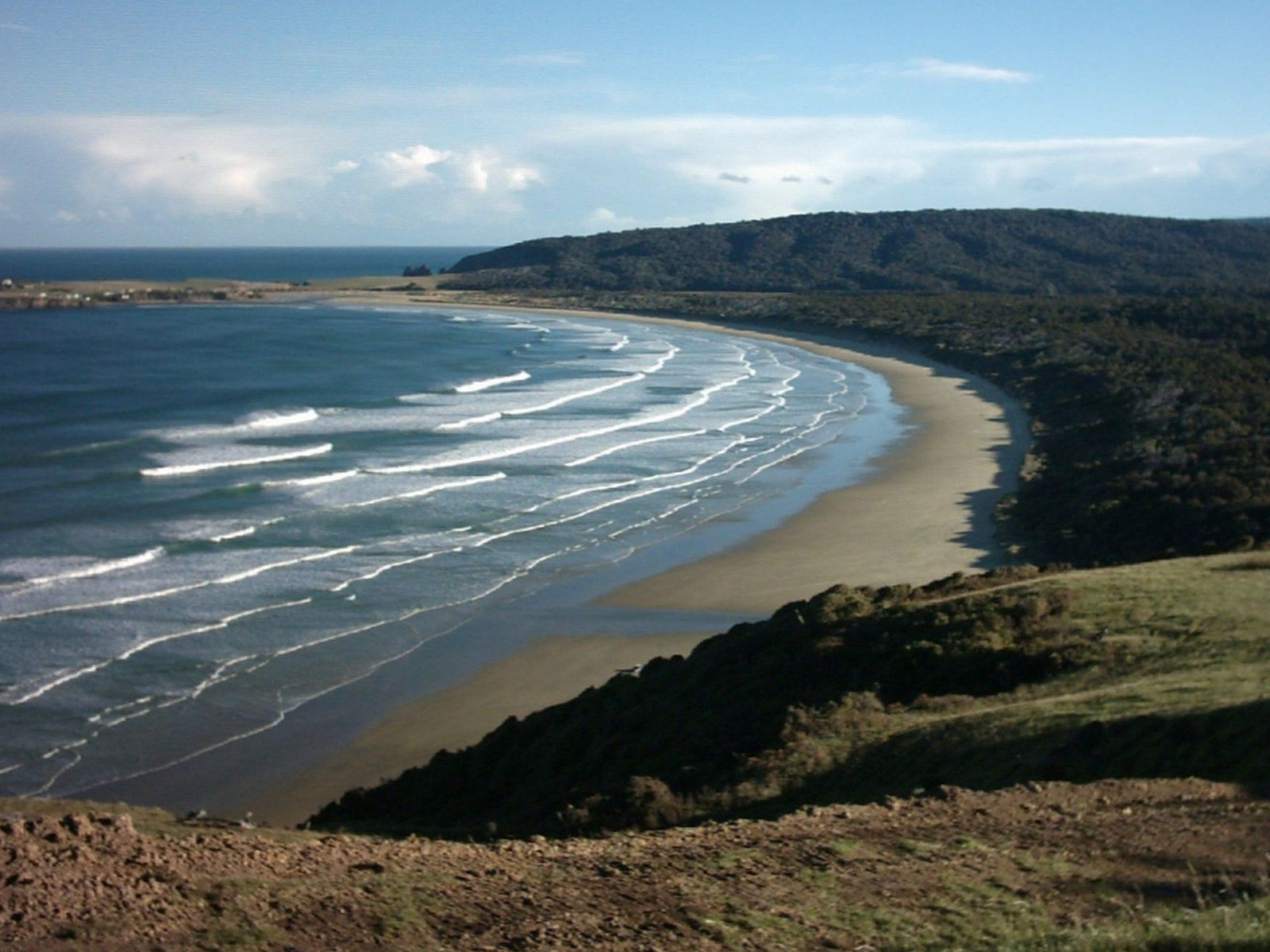
شکست امواج در سواحل تغییراتی را در تنش تشعشعی ایجاد می‌کند که منجر به جریان موازی ساحل می‌شود. انتقال رسوب موازی ساحل حاصله، باعث تغییر شکل سواحل می‌شود و ممکن است موجب فرسایش ساحل یا رسوب‌گذاری شود.

در مکانیک سیالات، تنش تشعشعی گونه‌ای از شار تکانه اضافی میانگین‌گیری شده در عمق (و در زمان تناوب) است که بر اثر موج‌های سطحی، ایجاد می‌شود. این تنش به صورت یک تنسور مرتبهٔ دوم رفتار می‌کند.
تنسور تنش تشعشعی نیروی اعمال شدهٔ اضافی ناشی از موج را توصیف می‌کند (انرژی موج). این نیرو، میانگین تکانه افقی میانگین‌گیری شده در عمق را در لایه سیال تغییر می‌دهد. در نتیجه، تغییرات در تنش تشعشعی باعث تغییر در متوسط تراز سطح آب و متوسط جریان می‌شوند.
تنسور تنش تشعشعی و بسیاری از روابط استخراج شدهٔ آن در زمینهٔ موج‌های سطحی در سال‌های ۱۹۶۰ تا ۱۹۶۴ میلادی در مقالاتی توسط لانگت-هیگینز منتشر شدند.

## اهمیت فیزیکی
تنش تشعشعی، نقش مهمی در توصیف و مدل‌سازی برخی از فرایندهای ساحلی دارد:
- خیزآب و فروآب موج: تنش تشعشعی به صورت فشار تشعشی در تراز سطح آزاد استخراج می‌شود. وجود تغییرات مکانی در تنش تشعشی، باعث تغییر در تراز سطح آزاد می‌شود که با نام خیزآب (افزایش تراز) و فروآب (کاهش تراز) خوانده می‌شود. این پدیده در ناحیه ساحلی که ارتفاع موج به دلیل شکست موج، کاهش می‌یابد، رخ می‌دهد.
- جریان ناشی از موج، به‌ویژه جریان موازی ساحل در ناحیهٔ ساحلی: به دلیل نزدیک شدن موج به ساحل به صورت مایل، کاهش ارتفاع موج در ناحیهٔ ساحلی باعث تغییر در مؤلفهٔ تنش برشی (Sxy) تنش تشعشعی در عرض ناحیهٔ ساحلی می‌شود. این پدیده، منجر به ایجاد جریانی موازی با ساحل ناشی از موج می‌شود که در انتقال رسوب (در جهت موازی ساحل) و مورفولوژی ساحلی ناشی از آن، اهمیت دارد.
- اندرکنش موج و جریان: در میدان‌های متغیر جریان متوسط، می‌توان مبادلهٔ انرژی میان موج و جریان متوسط را توسط تنش تشعشعی مدل کرد.

## تعریف بر پایهٔ نظریهٔ موج خطی

### انتشار موج یک‌بعدی
در انتشار موج یک‌بعدی، مؤلفهٔ دارای اهمیت تنسور تنش تشعشی، Sxx است که به صورت زیر تعریف می‌شود:
{\displaystyle S_{xx}={\overline {\int _{-h}^{\eta }\left(p+\rho {\tilde {u}}^{2}\right)\;{\text{d}}z}}-{\frac {1}{2}}\rho g\left(h+{\overline {\eta }}\right)^{2},}
که در آن (p(x,z,t فشار سیال، {\displaystyle {\tilde {u}}(x,z,t)} مؤلفهٔ افقی جزء نوسانی بردار سرعت جریان، z محور قائم، t زمان، (z = −h(x تراز بستر لایهٔ جریان و (z = η(x,t تراز سطح آب است. هم‌چنین ρ چگالی سیال و g شتاب گرانش است. خط روی یک پارامتر، نشان دهندهٔ میانگین‌گیری در یک دوره تناوب است. جملهٔ دوم سمت راست، انتگرال روی عمق فشار هیدرواستاتیک آب ساکن است.
با بسط انتگرال بالا به کمترین مرتبه (مرتبهٔ دوم)، می‌توان تنش تشعشعی Sxx را برای امواج متناوب از مشخصات موج سطحی با استفاده از نظریهٔ موج ایری محاسبه کرد:
{\displaystyle S_{xx}=\left(2{\frac {c_{g}}{c_{p}}}-{\frac {1}{2}}\right)E,}
که در آن cp سرعت فاز و cg سرعت گروه موج هستند. هم‌چنین E متوسط چگالی انرژی موج میانگین‌گیری شده در عمق (مجموع انرژی جنبشی و پتانسیل) در واحد سطح افقی است. از نتایج نظریهٔ موج ایری، با تقریب مرتبهٔ دوم، متوسط چگالی انرژی برابر است با:
{\displaystyle E={\frac {1}{2}}\rho ga^{2}={\frac {1}{8}}\rho gH^{2},}
که در آن a دامنهٔ موج و H=2a ارتفاع موج است.

### انتشار موج دوبعدی
در انتشار دوبعدی موج تنش تشعشعی {\displaystyle \mathbf {S} } یک تنسور مرتبهٔ دوم با مؤلفه‌های زیر است:
{\displaystyle \mathbf {S} ={\begin{pmatrix}S_{xx}&S_{xy}\\S_{yx}&S_{yy}\end{pmatrix}}.}
که در سیستم مختصات دکارتی (x و y و z):
{\displaystyle {\begin{aligned}S_{xx}&={\overline {\int _{-h}^{\eta }\left(p+\rho {\tilde {u}}^{2}\right)\;{\text{d}}z}}-{\frac {1}{2}}\rho g\left(h+{\overline {\eta }}\right)^{2},\\S_{xy}&={\overline {\int _{-h}^{\eta }\left(\rho {\tilde {u}}{\tilde {v}}\right)\;{\text{d}}z}}=S_{yx},\\S_{yy}&={\overline {\int _{-h}^{\eta }\left(p+\rho {\tilde {v}}^{2}\right)\;{\text{d}}z}}-{\frac {1}{2}}\rho g\left(h+{\overline {\eta }}\right)^{2},\end{aligned}}}
که در آن {\displaystyle {\tilde {u}}} و {\displaystyle {\tilde {v}}} مؤلفه‌های جزء نوسانی سرعت جریان در راستاهای x و y هستند.
بسط مرتبهٔ دوم مؤلفه‌های تنسور تنش تشعشی برای یک موج متناوب پیش‌رونده به صورت زیر است:
{\displaystyle {\begin{aligned}S_{xx}&=\left[{\frac {k_{x}^{2}}{k^{2}}}{\frac {c_{g}}{c_{p}}}+\left({\frac {c_{g}}{c_{p}}}-{\frac {1}{2}}\right)\right]E,\\S_{xy}&=\left({\frac {k_{x}k_{y}}{k^{2}}}{\frac {c_{g}}{c_{p}}}\right)E=S_{yx},\quad {\text{and}}\\S_{yy}&=\left[{\frac {k_{y}^{2}}{k^{2}}}{\frac {c_{g}}{c_{p}}}+\left({\frac {c_{g}}{c_{p}}}-{\frac {1}{2}}\right)\right]E,\end{aligned}}}
که kx و ky مؤلفه‌های افقی بردار عدد موج k عمود بر تاج موج هستند.

## اهمیت دینامیکی
تنسور تنش تشعشی یک کمیت مهم در توصیف اندرکنش دینامیکی میان موج و جریان است.

### سرعت انتقال جرم
انتشار امواج باعث انتقال جرم در جهت انتشار موج می‌شود که تکانه موج نیز نامیده می‌شود. تکانه موج Mw در واحد سطح افقی در پایین‌ترین مرتبهٔ تقریب، برابر است با:
{\displaystyle {\boldsymbol {M}}_{w}={\frac {\boldsymbol {k}}{k}}{\frac {E}{c_{p}}},}
که برای موج‌های با شکل ثابت در جریان غیر چرخشی، دقیق است. در رابطهٔ بالا cp سرعت فاز نسبت به جریان متوسط است:
{\displaystyle c_{p}={\frac {\sigma }{k}}\qquad {\text{with}}\qquad \sigma =\omega -{\boldsymbol {k}}\cdot {\overline {\boldsymbol {v}}},}
که σ بسامد زاویه‌ای ذاتی مشاهده شده توسط ناظری که همراه متوسط جریان افقی حرکت می‌کند و ω بسامد زاویه‌ای ظاهری یک ناظر ساکن است. اختلاف این دو بسامد (k.v) جابجایی دوپلر است.
تکانه افقی متوسط M در واحد سطح افقی، مقدار متوسط تکانه در عمق است:
{\displaystyle {\boldsymbol {M}}={\overline {\int _{-h}^{\eta }\rho \,{\boldsymbol {v}}\;{\text{d}}z}}=\rho \,\left(h+{\overline {\eta }}\right){\overline {\boldsymbol {v}}}+{\boldsymbol {M}}_{w},}
اکنون سرعت انتقال جرم (u) به صورت زیر تعریف می‌شود:
{\displaystyle {\overline {\boldsymbol {u}}}={\frac {\boldsymbol {M}}{\rho \,\left(h+{\overline {\eta }}\right)}}={\overline {\boldsymbol {v}}}+{\frac {{\boldsymbol {M}}_{w}}{\rho \,\left(h+{\overline {\eta }}\right)}}.}

### پایستگی جرم و تکانه

#### نمایش برداری
نمایش برداری معادلهٔ میانگین‌گیری شدهٔ پایستگی جرم به صورت زیر است:
{\displaystyle {\frac {\partial }{\partial t}}\left[\rho \left(h+{\overline {\eta }}\right)\right]+\nabla \cdot \left[\rho \left(h+{\overline {\eta }}\right){\overline {\boldsymbol {u}}}\right]=0,}
معادلهٔ میانگین‌گیری شدهٔ پایستگی تکانه افقی نیز به شکل زیر است:
{\displaystyle {\frac {\partial }{\partial t}}\left[\rho \left(h+{\overline {\eta }}\right){\overline {\boldsymbol {u}}}\right]+\nabla \cdot \left[\rho \left(h+{\overline {\eta }}\right){\overline {\boldsymbol {u}}}\otimes {\overline {\boldsymbol {u}}}+\mathbf {S} +{\frac {1}{2}}\rho g(h+{\overline {\eta }})^{2}\,\mathbf {I} \right]=\rho g\left(h+{\overline {\eta }}\right)\nabla h+{\boldsymbol {\tau }}_{w}-{\boldsymbol {\tau }}_{b},}
که u ⊗ u نشان دهندهٔ ضرب برداری u در خودش است و τw متوسط تنش برشی باد در سطح آزاد و τb تنش برشی بستر است.
معادله‌های بالا بر حسب تکانه افقی به صورت زیر در می‌آیند:
{\displaystyle {\begin{aligned}&{\frac {\partial }{\partial t}}\left[\rho \left(h+{\overline {\eta }}\right)\right]+\nabla \cdot {\boldsymbol {M}}=0,\\&{\frac {\partial {\boldsymbol {M}}}{\partial t}}+\nabla \cdot \left[{\overline {\boldsymbol {u}}}\otimes {\boldsymbol {M}}+\mathbf {S} +{\frac {1}{2}}\rho g(h+{\overline {\eta }})^{2}\,\mathbf {I} \right]=\rho g\left(h+{\overline {\eta }}\right)\nabla h+{\boldsymbol {\tau }}_{w}-{\boldsymbol {\tau }}_{b}.\end{aligned}}}

### پایستگی انرژی
انرژی مکانیکی جریان در یک جریان غیر لزج پایسته است. البته انرژی متوسط حرکت نوسانی و انرژی جریان متوسط پایسته نیستند. متوسط انرژی حرکت نوسانی E، در رابطهٔ زیر صدق می‌کند:
{\displaystyle {\frac {\partial E}{\partial t}}+\nabla \cdot \left[\left({\overline {\boldsymbol {u}}}+{\boldsymbol {c}}_{g}\right)E\right]+\mathbf {S} :\left(\nabla \otimes {\overline {\boldsymbol {u}}}\right)={\boldsymbol {\tau }}_{w}\cdot {\overline {\boldsymbol {u}}}-{\boldsymbol {\tau }}_{b}\cdot {\overline {\boldsymbol {u}}}-\varepsilon ,}
که در آن ε نشان دهندهٔ اتلاف انرژی مکانیکی متوسط است. جملهٔ {\displaystyle \mathbf {S} :\left(\nabla \otimes {\overline {\boldsymbol {u}}}\right)} مبادلهٔ انرژی با جریان بر اثر اندرکنش موج و جریان است. انتقال افقی انرژی موج دارای دو مؤلفه است:
- u E : انتقال انرژی موج توسط جریان متوسط
- cg E : انتقال انرژی موج توسط موج با سرعت گروه cg

در دستگاه مختصات دکارتی، معادلهٔ بالا برای انرژی متوسط نوسان جریان به شکل زیر تبدیل می‌شود:
{\displaystyle {\begin{aligned}{\frac {\partial E}{\partial t}}&+{\frac {\partial }{\partial x}}\left[\left({\overline {u}}_{x}+c_{g,x}\right)E\right]+{\frac {\partial }{\partial y}}\left[\left({\overline {u}}_{y}+c_{g,y}\right)E\right]\\&+S_{xx}{\frac {\partial {\overline {u}}_{x}}{\partial x}}+S_{xy}\left({\frac {\partial {\overline {u}}_{y}}{\partial x}}+{\frac {\partial {\overline {u}}_{x}}{\partial y}}\right)+S_{yy}{\frac {\partial {\overline {u}}_{y}}{\partial y}}\\&=\left(\tau _{w,x}-\tau _{b,x}\right){\overline {u}}_{x}+\left(\tau _{w,y}-\tau _{b,y}\right){\overline {u}}_{y}-\varepsilon .\end{aligned}}}